# Beain
Beain ist ein Ort im osttimoresischen Suco Balibo Vila (Verwaltungsamt Balibo, Gemeinde Bobonaro). Er liegt in einer Meereshöhe von 537 m im Nordosten der Aldeia Amandato. Der Ort befindet sich an einer Straße, die von Balibo, dem Hauptort des Verwaltungsamtes, nach Osten in die Gemeindehauptstadt Maliana führt. Der südwestliche Nachbarort an der Straße ist Be-Rame, nordöstlich liegt die Siedlung Aitos.